# Claire Serre Combe
Claire Serre-Combe (Grenoble) es una activista feminista francesa, actual presidenta y portavoz de la asociación Osez le féminisme! (¡Atrévanse al feminismo!) desde mayo de 2014. Representa también a la asociación en el Alto Consejo para la igualdad entre las mujeres y los hombres desde enero de 2016 sustituyendo a  Magali De Haas presente desde 2013. Es también secretaria nacional del Sindicato Francés de Artistas Intérpretes (SFA-CGT) en la región de París desde abril de 2015.

## Biografía
Claire Serre-Combe es originaria de Grenoble, Rhône-Alpes. Tras su diploma universitario de Tecnología (DUT) en Información y Comunicación estudió en el Instituto Político de Lyon y acabó su licenciatura con un trabajo titulado: La cultura para la revitalización urbana. Estudio de caso: Miami.[cita requerida]
Continuó sus estudios en el Instituto Político de Estrastburgo, donde acabó su máster con el trabajo titulado: La aparición de la recaudación de fondos profesionales. Estudio comparativo EE.UU. / Francia.
Activista de la asociación « Dare Feminismo » desde 2011, participó en la campaña en 2012 « Igualdad ahora ! » para reclamar la igualdad de género en la campaña presidencial del mismo año. También se ha comprometido a defender el derecho al aborto en Francia y España, así como la abolición de la prostitución. En enero de 2014 formó parte de la delegación francesa que participó en Madrid en la defensa del derecho al aborto El tren de la Libertad. En abril del mismo año asumió la presidencia y la portavocía de la organización  Osez le féminisme! (¡Atrévanse al feminismo!). 
Claire Serre-Combe empezó a trabajar como organizadora de eventos culturales, gerente de proyectos artísticos (entre otros participó en la disposición de la Exposición Universal de Shanghái en 2010), y a la oficina de administración en el Teatro du Lucernaire en París. Desde 2015 es Secretaria Nacional a la Unión francesa de los Artistas Intérpretes (SFA-CGT).